# Eutima ostrearum
Eutima ostrearum is een hydroïdpoliep uit de familie Eirenidae. De poliep komt uit het geslacht Eutima. Eutima ostrearum werd in 1951 voor het eerst wetenschappelijk beschreven door Mattox & Crowell. 